# Córdova (província da Argentina)
Córdova (em castelhano: Córdoba) é uma província do pampa argentino. Com uma extensão territorial de 165.321 quilômetros quadrados e uma população de 3.840.905 habitantes tem como capital a cidade de Córdoba.

## Aspectos geográficos
A província de Córdoba limita-se ao leste com a província de Santa Fé, ao norte com Santiago del Estero, a oeste com Catamarca, La Rioja e San Luis, e ao sul com La Pampa e Buenos Aires.
É dominada pelas serras no noroeste e pelos pampas no restante de seu território. O clima é temperado com chuvas que diminuem de leste para oeste. A produção de cereais e oleaginosas (trigo, milho, girassol, amendoim e soja) está destinada, em sua maior parte, à exportação. O gado bovino e ovino alimenta-se de forrageiras cultivadas ou de pastos naturais no centro e no sudeste.
O gado bovino leiteiro é de grande relevância e originou uma próspera indústria láctea. Nas serras e nas planícies semi-áridas do oeste cria-se gado ovino e caprino. As indústrias se concentram na cidade de Córdoba, capital da província e um dos distritos industriais mais importantes da Argentina. Produz materiais de transporte, automóveis, equipamentos, tecidos, petroquímicos e cimento, entre outros.
A beleza paisagística da área serrana constitui um dos pólos turísticos nacionais mais importantes. A província se encontra em um entroncamento de vias de comunicação com as demais regiões.

## Divisão administrativa
A província é dividida em 26 departamentos:
| Departamento                | Capital                   | Superfície |
| --------------------------- | ------------------------- | ---------- |
| Calamuchita                 | San Agustín               | 4.642 km²  |
| Capital                     | Córdoba                   | 576 km²    |
| Colón                       | Jesús María               | 2.588 km²  |
| Cruz del Eje                | Cruz del Eje              | 6.653 km²  |
| General Roca                | Villa Huidobro            | 12.659 km² |
| General San Martín          | Villa María               | 5.006 km²  |
| Ischilín                    | Deán Funes                | 5.123 km²  |
| Juárez Celman               | La Carlota                | 8.902 km²  |
| Marcos Juárez               | Marcos Juárez             | 9.490 km²  |
| Minas                       | San Carlos Minas          | 3.730 km²  |
| Pocho                       | Salsacate                 | 3.207 km²  |
| Presidente Roque Sáenz Peña | Laboulaye                 | 8.228 km²  |
| Punilla                     | Cosquín                   | 2.592 km²  |
| Río Cuarto                  | Río Cuarto                | 18.394 km² |
| Río Primero                 | Santa Rosa de Río Primero | 6.753 km²  |
| Río Seco                    | Villa de María            | 6.754 km²  |
| Río Segundo                 | Villa del Rosario         | 4.970 km²  |
| San Alberto                 | Villa Cura Brochero       | 3.327 km²  |
| San Javier                  | Villa Dolores             | 1.652 km²  |
| San Justo                   | San Francisco             | 13.677 km² |
| Santa María                 | Alta Gracia               | 3.427 km²  |
| Sobremonte                  | San Francisco del Chañar  | 3.307 km²  |
| Tercero Arriba              | Oliva                     | 5.187 km²  |
| Totoral                     | Villa del Totoral         | 3.145 km²  |
| Tulumba                     | Villa Tulumba             | 10.164 km² |
| Unión                       | Bell Ville                | 11.182 km² |